# Swedish Open 2024
Die Swedish Open 2024 im Badminton fanden vom 18. bis zum 21. Januar 2024 in Uppsala statt.

## Sieger und Platzierte
| Disziplin    | Gold                                    | Silber                            | Bronze                             |
| ------------ | --------------------------------------- | --------------------------------- | ---------------------------------- |
| Herreneinzel | Pablo Abián                             | Andi Fadel Muhammad               | Danylo Bosniuk                     |
| Herreneinzel | Pablo Abián                             | Andi Fadel Muhammad               | Viren Nettasinghe                  |
| Dameneinzel  | Devika Sihag                            | Léonice Huet                      | Keisha Fatimah Az Zahra            |
| Dameneinzel  | Devika Sihag                            | Léonice Huet                      | Polina Buhrova                     |
| Herrendoppel | William Kryger Boe Christian Faust Kjær | Filip Karlborg Mio Molin          | Maël Cattoen Lucas Renoir          |
| Herrendoppel | William Kryger Boe Christian Faust Kjær | Filip Karlborg Mio Molin          | Ties van der Lecq Brian Wassink    |
| Damendoppel  | Moa Sjöö Tilda Sjöö                     | Amalie Cecilie Kudsk Signe Schulz | Sharone Bauer Emilie Vercelot      |
| Damendoppel  | Moa Sjöö Tilda Sjöö                     | Amalie Cecilie Kudsk Signe Schulz | Téa Margueritte Flavie Vallet      |
| Mixed        | Rasmus Espersen Amalie Cecilie Kudsk    | Jeppe Søby Kathrine Vang          | Imam Adi Kusuma Atmaja Taabia Khan |
| Mixed        | Rasmus Espersen Amalie Cecilie Kudsk    | Jeppe Søby Kathrine Vang          | Rubén García Lucía Rodríguez       |